# Kälberberg (Berg)
Der Kälberberg ist ein 90,6 m hoher Berg im Recker Ortsteil Obersteinbeck. Er ragt als vorgelagerte Spitze aus dem Ibbenbürener Karbonhorst (Ibbenbürener Bergplatte) heraus. Bei gutem Wetter kann man vom Abhang des Berges die Ankumer Höhe sehen.

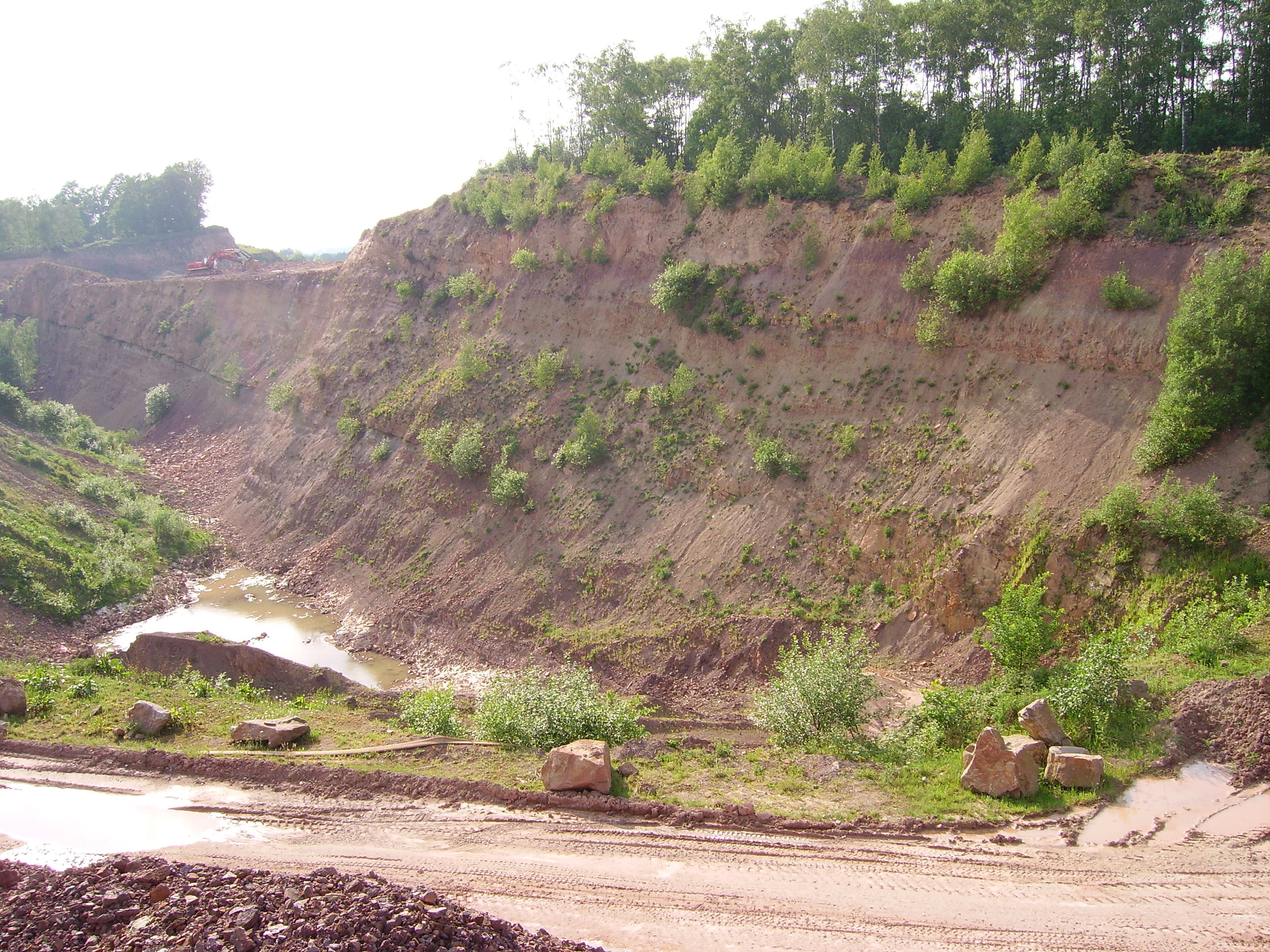
Steinbruch am Kälberberg

Durch einen Steinbruchbetrieb ist seine Spitze mittlerweile verschwunden. In diesem Steinbruch wird der rote Ibbenbürener Sandstein der Karbonschichtfolge Westfal D gewonnen. Diese ist der einzige Abbaubetrieb, der diesen roten Ibbenbürener Sandstein abbaut. Der restliche Ibbenbürener Sandstein ist gelblich gefärbt. Darüber hinaus wird auch Tonschiefer für Ziegeleien abgebaut. Der Steinbruchbetrieb begann mit dem Baubeginn des Mittellandkanals im Jahre 1906. Dieser führt direkt an ihm vorbei. Der ehemalige Wasserschifffahrsamtssteinbruch wurde später an ein Privatunternehmen verkauft. Um den Kälberberg ranken sich zahlreiche Geschichten des Tecklenburger Landes. Unter anderem findet die Geschichte von Heiligen Meer hier ihren Abschluss.